# Vinkelskär
Vinkelskär är öar i Åland (Finland). De ligger i Skärgårdshavet och i kommunen Saltvik i landskapet Åland, i den sydvästra delen av landet. Öarna ligger omkring 46 kilometer nordöst om Mariehamn och omkring 260 kilometer väster om Helsingfors.
Arean för den av öarna koordinaterna pekar på är 6,2 hektar och dess största längd är 0,5 kilometer i nord-sydlig riktning.